# Charltona
Charltona és un gènere d'arnes de la família Crambidae.

## Taxonomia
- Charltona actinialis Hampson, 1919
- Charltona albidalis Hampson, 1919
- Charltona albimixtalis Hampson, 1919
- Charltona argyrastis Hampson, 1919
- Charltona ariadna Błeszyński, 1970
- Charltona atrifascialis Hampson, 1919
- Charltona bivitellus (Moore, 1872)
- Charltona cervinellus (Moore, 1872) (including C. interruptellus, which may be distinct)
- Charltona chrysopasta Hampson, 1910
- Charltona cramboides (Walker, 1865)
- Charltona desistalis (Walker, 1863)
- Charltona diatraeella (Hampson, 1896)
- Charltona endothermalis Hampson, 1919
- Charltona fusca Hampson, 1903
- Charltona inconspicuellus (Moore, 1872)
- Charltona interstitalis Hampson, 1919
- Charltona kala Swinhoe, 1886
- Charltona laminata Hampson, 1896
- Charltona ortellus (Swinhoe, 1887)
- Charltona plurivittalis Hampson, 1910
- Charltona rufalis Hampson, 1919
- Charltona synaula Meyrick, 1933
- Charltona trichialis (Hampson, 1903)
- Charltona tritonella (Hampson, 1898)

## Estat no clar
- Charltona consociellus (Walker, 1863)